# معز إدريس
معز إدريس (تونس العاصمة، 22 مارس 1970- )، رجل أعمال ومسيّر رياضي تونسي تولى بين 2006 و2009 رئاسة جمعية النجم الرياضي الساحلي.

## رجل الأعمال
ينتمي إدريس لعائلة بارزة فعمه هو أمحمد إدريس أحد رواد القطاع السياحي في البلاد وأحد أهم ممولي النجم. والده حسّان أسس، بعد أن عمل لسنوات طويلة مع صهره رجل الأعمال الراحل علي المهني، مجموعة شركات تنشط في قطاع صناعة المعدات والهياكل المعدنية (شركتي ستوناس وستوغان). يتولى معز منذ 2003 إدارة مجمع «مقلدة» الذي شكلت بغرض الاستحواذ على الشركة التونسية للأسلاك الفولاذية «مقلدة» بعد عرضها للخصخصة. وقد استحوذ المجمع على 87.6% من رأس مال الشركة في صفقة بلغت 7,018 مليون دينار تونسي.

## المسيّر الرياضي

### موسم 2006-2007
أصبح معز إدريس رئيسا للنجم في 8 جوان 2006 خلفا لعثمان جنيح الذي قاد الفريق ل13 عاما، فيما أنتخب جلال كريفة كنائب أول له. تمكن الفريق منذ الموسم الأول تحت رئاسة إدريس من الحصول على لقب البطولة بعد طول عشر سنوات، ورغم التتويج لم يقع الاحتفاظ بالمدرب فوزي البنزرتي ليقع تعويضه بالمدرب الفرنسي برتران مارشان.

### موسم 2007-2008
تمكن الفريق تحت إشراف مرشان بالفوز برابطة الأبطال الإفريقية بعد تغلبه على الأهلي المصري في النهائي مما أهله للمشاركة في كأس العالم للأندية في اليابان. تألق الفريق في اليابان بتحصله على المرتبة الرابعة بعد انتصار أمام نادي باتشوكا المكسيكي وهزيمة أمام بوكا جونيور الأرجنتيني (1-0) ثم خسارته أمام بضربات الجزاء أوراوا راد ديامونز في المباراة الترتيبية. رغم نجاحه على المستوى الدولي خسر الفريق لقب البطولة لصالح النادي الإفريقي بعد أن أمضى الجزء الأكبر من فترة الإياب في المرتبة الأولى. في ماي 2008 أقيل مارشان بعد خسارة الفريق لقبه الإفريقي أمام نادي ديناموس من الزيمبابوي وعوضه السويسري ميشال ديكستال. وفي جويلية 2008 خسر النجم الدور النهائي لكأس تونس أمام الترجي الرياضي التونسي (2-1).

### موسم 2008-2009
كان موسم 2008-2009 صعبا على عدة أصعدة للنجم ورئيسه فرغم تغيير ديكستال منذ شهر أكتوبر بمدرب مركز التكوين هرفي غوتييه خسر الفريق نهائي كأس الكونفيديرالية الإفريقية أمام النادي الصفاقسي. في نوفمبر 2008 عين الألماني الفرنسي جرنوت روهر على رأس الفريق إلا أنه رغم تحسن أداء الفريق في آخر الموسم فإنه لم يتحصل إلا على المرتبة الثالثة فيما أزيح من كأس تونس من الدور الربع النهائي من قبل الترجي (1-0). تعرض إدريس أثناء الموسم وإثره إلى انتقادات كثيفة خصوصا بعد تفريط الفريق لعدد من نجومه تواترت في شهر ماي 2009 أخبار على نيته الاستقالة إلا أنه أكد عزمه على البقاء على رأس الجمعية، وفي 4 جوان أعلن انتدابه للمدرب لطفي رحيم ليخلف روهر.

### موسم 2009-2010
حقق النجم بداية موسم مرضية إلا أنه بعد هزيمت أمام شبيبة القيروان فرض على إدريس في أكتوبر 2009 تعيين حامد كمون كمسؤول على فرع القدم. وفي 12 ديسمبر 2009 عوضه كمون على رأس النادي.
1. ↑  قائمة رؤساء النجم الرياضي الساحلي من موقعه الرسمي نسخة محفوظة 04 أبريل 2016 على موقع واي باك مشين.
2. ↑  "بدعم من «حكماء» النجم: هل يخلف حامد كمون معزّ إدريس؟ "، جريدة الشروق في 20 أكتوبر 2009 نسخة محفوظة 06 أبريل 2018 على موقع واي باك مشين.
3. ↑  "النجم: حامد كمون يخلف معز إدريس"، موقع غلوبالنات في 13 ديسمبر 2009 نسخة محفوظة 23 نوفمبر 2016 على موقع واي باك مشين.